# Autoroute A26 (Belgique)
Pour les articles homonymes, voir Autoroute du Soleil et A26.
L'autoroute belge A26 (dénomination européenne E25), est une autoroute qui part de l'A602 aux alentours du sud de Liège pour rejoindre l’A4 (dénomination européenne E411) à l’échangeur de Neufchâteau au nord-est de Neufchâteau dans la province de Luxembourg.
Cette autoroute se trouve le long de nombreux points touristiques comme le circuit de Spa-Francorchamps, les grottes de Remouchamps, la Baraque de Fraiture, Bastogne, etc.

## Historique
| Tronçon                                        | Date de mise en service |
| ---------------------------------------------- | ----------------------- |
| Grosses Battes - Chênée                        | 1982                    |
| Chênée - Beaufays                              | 1976                    |
| Beaufays - Aywaille                            | 1978                    |
| Aywaille - Werbomont Ferrières                 | 1982                    |
| Werbomont (Ferrières) - Baraque Fraiture       | 1983                    |
| Baraque Fraiture - Houffalize                  | 1990                    |
| Houffalize - Mabompré                          | 1983                    |
| Mabompré - Villeroux                           | 1990                    |
| Villeroux - Nives Vaux-sur-Sûre                | 1988                    |
| Nives Vaux-sur-Sûre - Échangeur de Neufchâteau | 1989                    |

## Description du tracé
|       | Dénomination                  | Destinations                                                                        | BK            |
| ----- | ----------------------------- | ----------------------------------------------------------------------------------- | ------------- |
|       | Prolongée par l'autoroute     | Liaison / −                                                                         | 2,000         |
| 38    | Grosses Battes N633           | Liège (Angleur, Grivegnée)                                                          | 11,300 (A602) |
| 39b   | 18 Arcades                    | Liège (Angleur) Demi-échangeur de et vers Liège                                     | 11,960 (A602) |
| 39    | Chênée N30a                   | Liège (Chênée)                                                                      | 12,871 (A602) |
| 40    | Embourg N633c                 | Chaudfontaine (Embourg)                                                             | 3,403         |
| 41    | Tilff B602                    | Esneux (Tilff), Seraing (Boncelles)                                                 | 6,692         |
| 42    | Tilff Cortil N689             | Esneux (Tilff), Chaudfontaine                                                       | 7,595         |
| 43    | Beaufays                      | Chaudfontaine (dont Beaufays) Demi-échangeur de et vers Liège                       | 11,112        |
| 44    | Gomzé-Andoumont N674          | Sprimont (Gomzé-Andoumont) Demi-échangeur de et vers Luxembourg                     | 12,949        |
|       | Sprimont                      | Station Q8 avec AC Restaurants                                                      | 15,150        |
| 45    | Sprimont N678                 | Sprimont, Theux                                                                     | 17,178        |
| 46    | Remouchamps N633d             | Aywaille (dont Sougné-Remouchamps)                                                  | 20,189        |
|       | Viaduc de Sécheval (340 m)    |                                                                                     | 21,000        |
|       | Viaduc de Remouchamps (940 m) |                                                                                     | 22,000        |
| 47    | Harzé N30b                    | Aywaille (Harzé), Stoumont                                                          | 27,457        |
| 48    | Werbomont Ferrières           | Ferrières (dont Werbomont), Hamoir, Trois-Ponts                                     | 33,381        |
| 48bis | Harre                         | Manhay (Harre), Ferrières (Werbomont) Uniquement bretelle de sortie vers Luxembourg | 35,407        |
|       | Harre                         |                                                                                     | 35,900        |
| 49    | Manhay N651                   | Manhay, Lierneux, Trois-Ponts                                                       | 42,489        |
| 50    | Baraque de Fraiture           | La Roche-en-Ardenne, Vielsalm (dont Fraiture)                                       | 49,447        |
|       | Les Nutons                    |                                                                                     | 59,400        |
| 51    | Houffalize                    | Houffalize, Gouvy                                                                   | 62,780        |
|       | Viaduc de Houffalize (370 m)  |                                                                                     | 64,700        |
| 52    | Mabompré                      | Bertogne, Houffalize (Mabompré)                                                     | 69,233        |
|       | Withimont                     |                                                                                     | 75,700        |
| 53    | Hemroulle                     | Bastogne (Hemroulle)                                                                | 78,595        |
| 54    | Bastogne                      | Bastogne, Arlon, Marche-en-Famenne                                                  | 80,589        |
| 55    | Villeroux                     | Bastogne (Villeroux)                                                                | 83,853        |
|       | Remichampagne                 |                                                                                     | 88,550        |
| 56    | Nives Vaux-sur-Sûre           | Vaux-sur-Sûre (dont Nives)                                                          | 91,370        |
|       | Échangeur de Neufchâteau      | Autoroute Bruxelles − Namur − Arlon − Luxembourg                                    | 101,500       |

## Galerie d'images

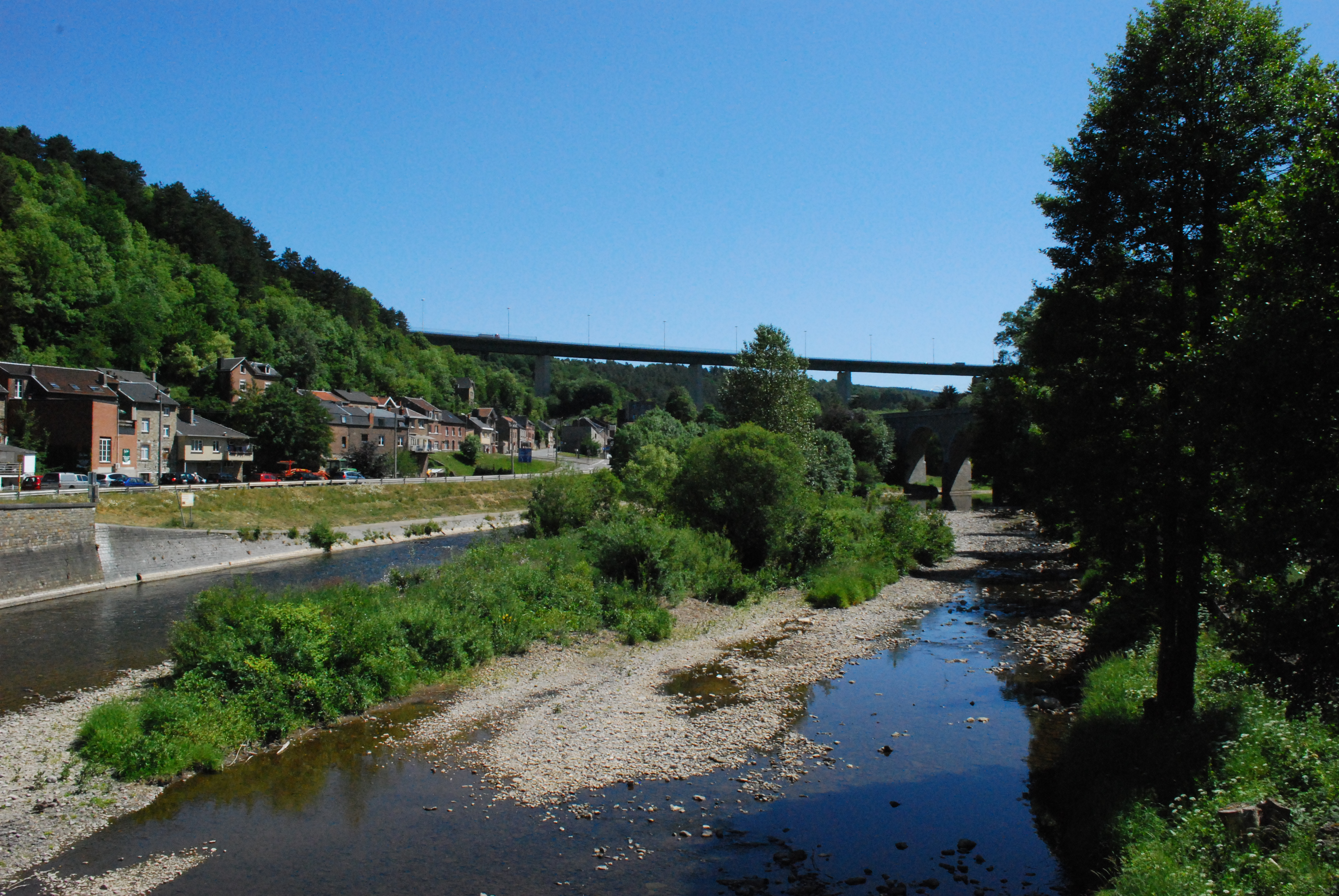
Le viaduc de Remouchamps surplombant la vallée de l'Amblève
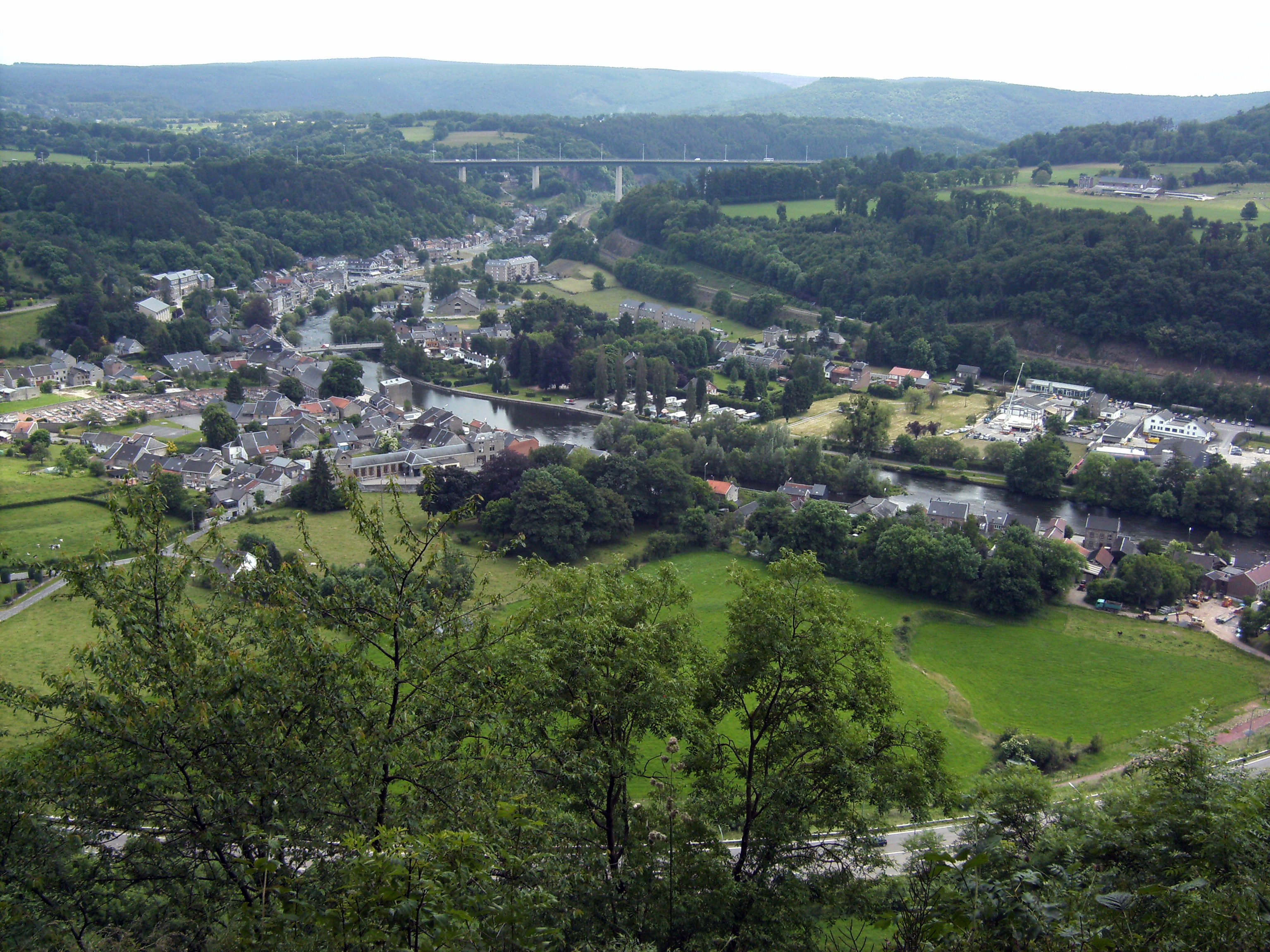
Remouchamps avec l'A26 en arrière-plan
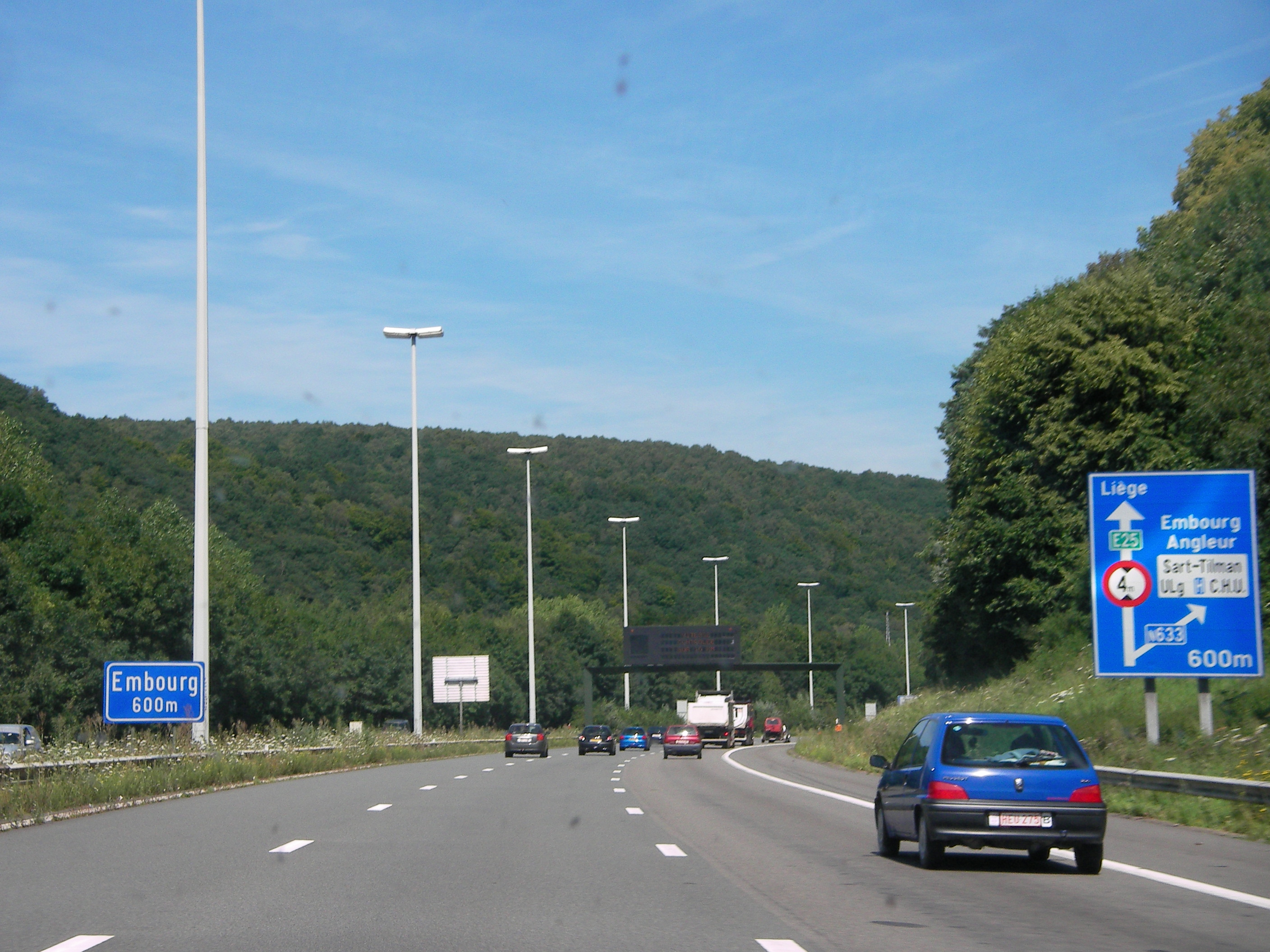
L'autoroute à l'approche de la sortie 40 : Embourg
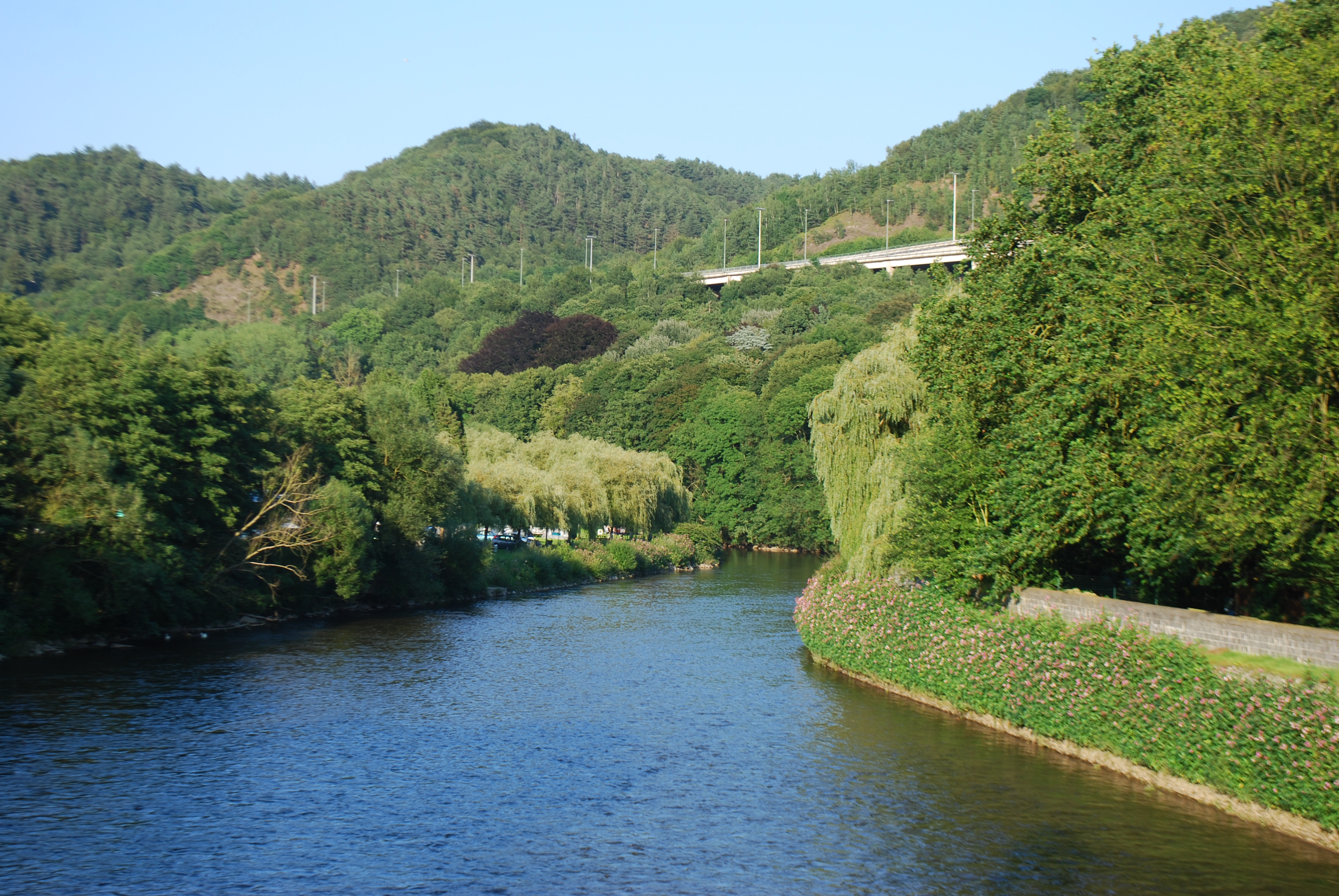
L'A26 et l'Ourthe à proximité de Tilff
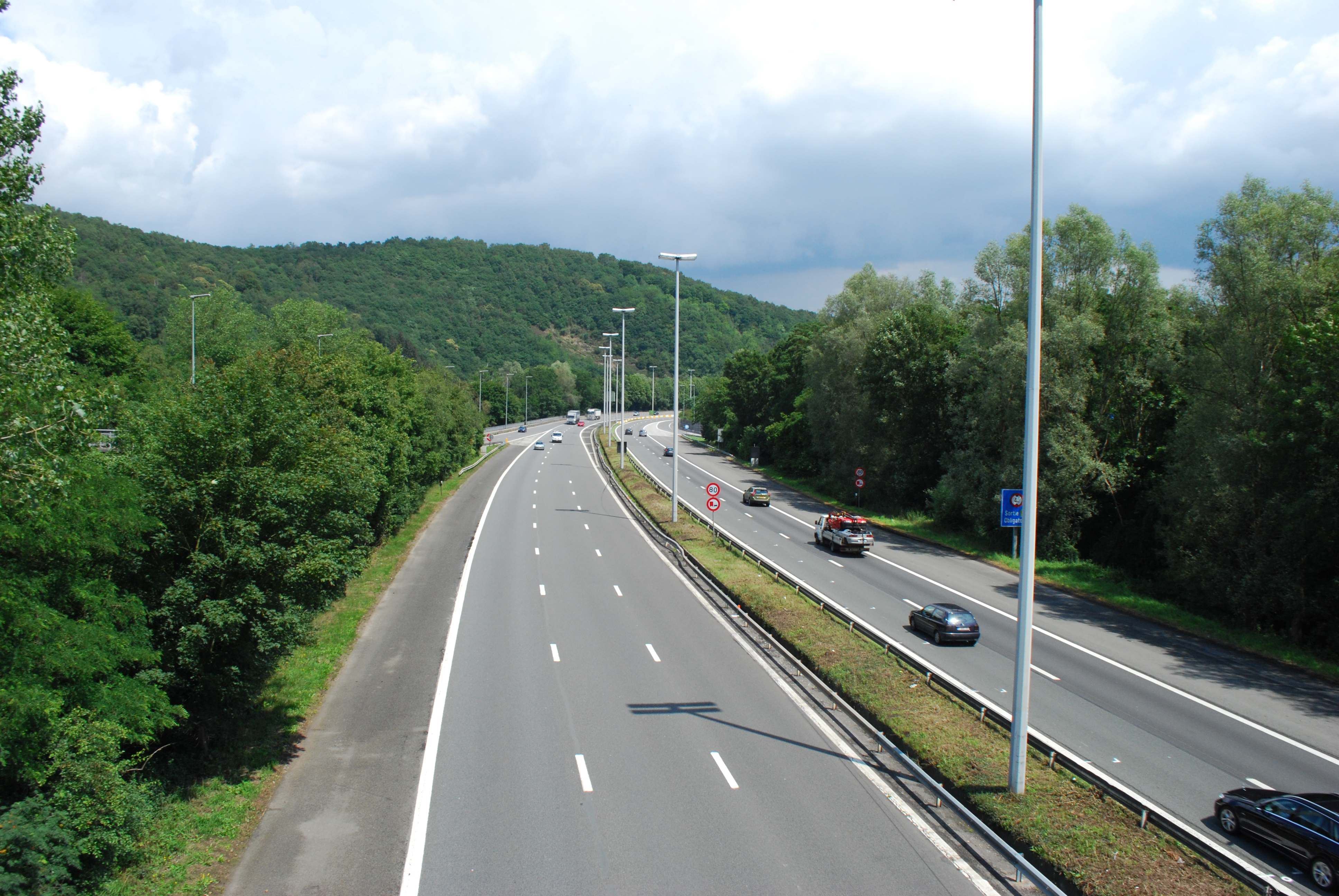
L'A26 au niveau du Viaduc de Streupas
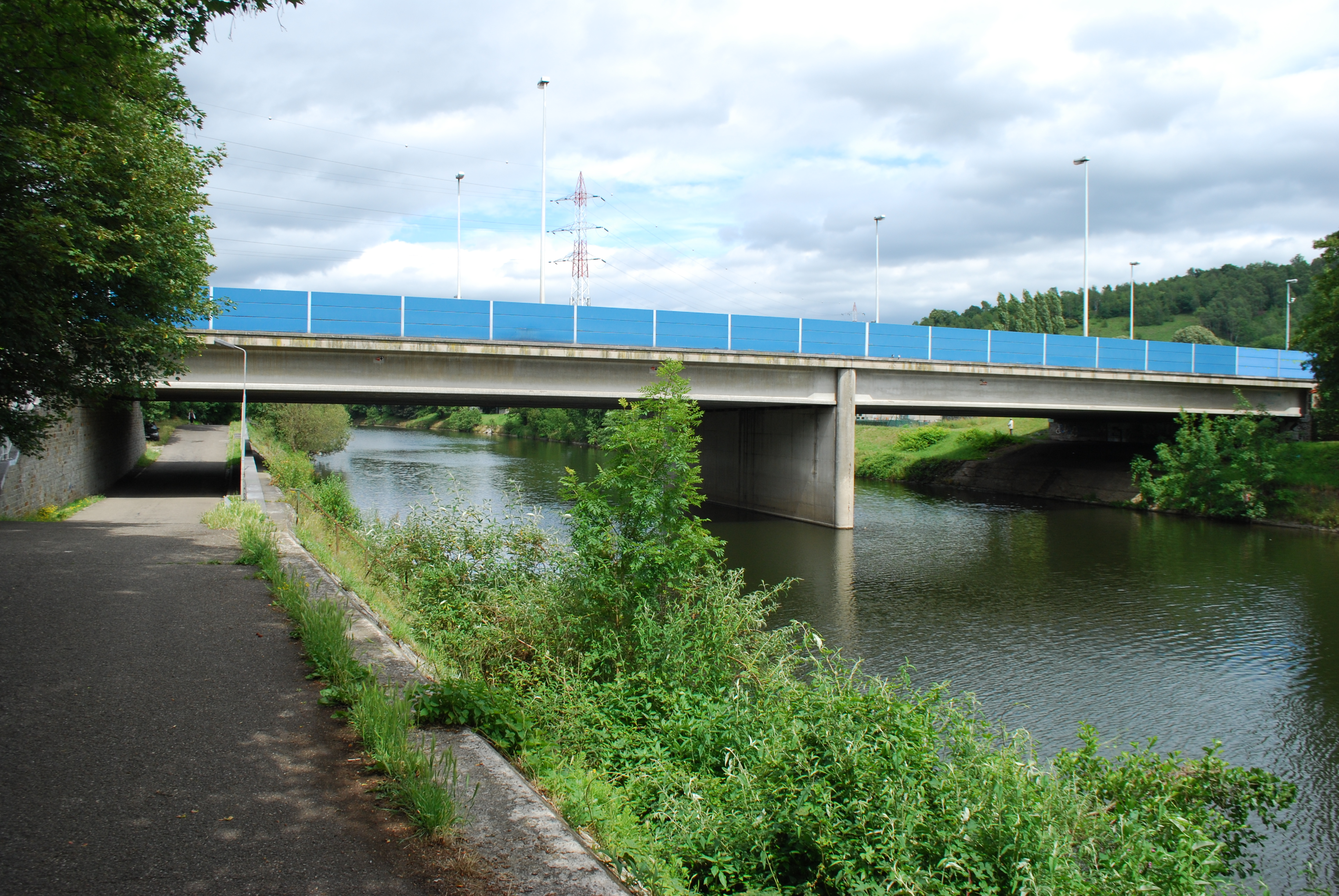
Le pont de Sauheid à Liège
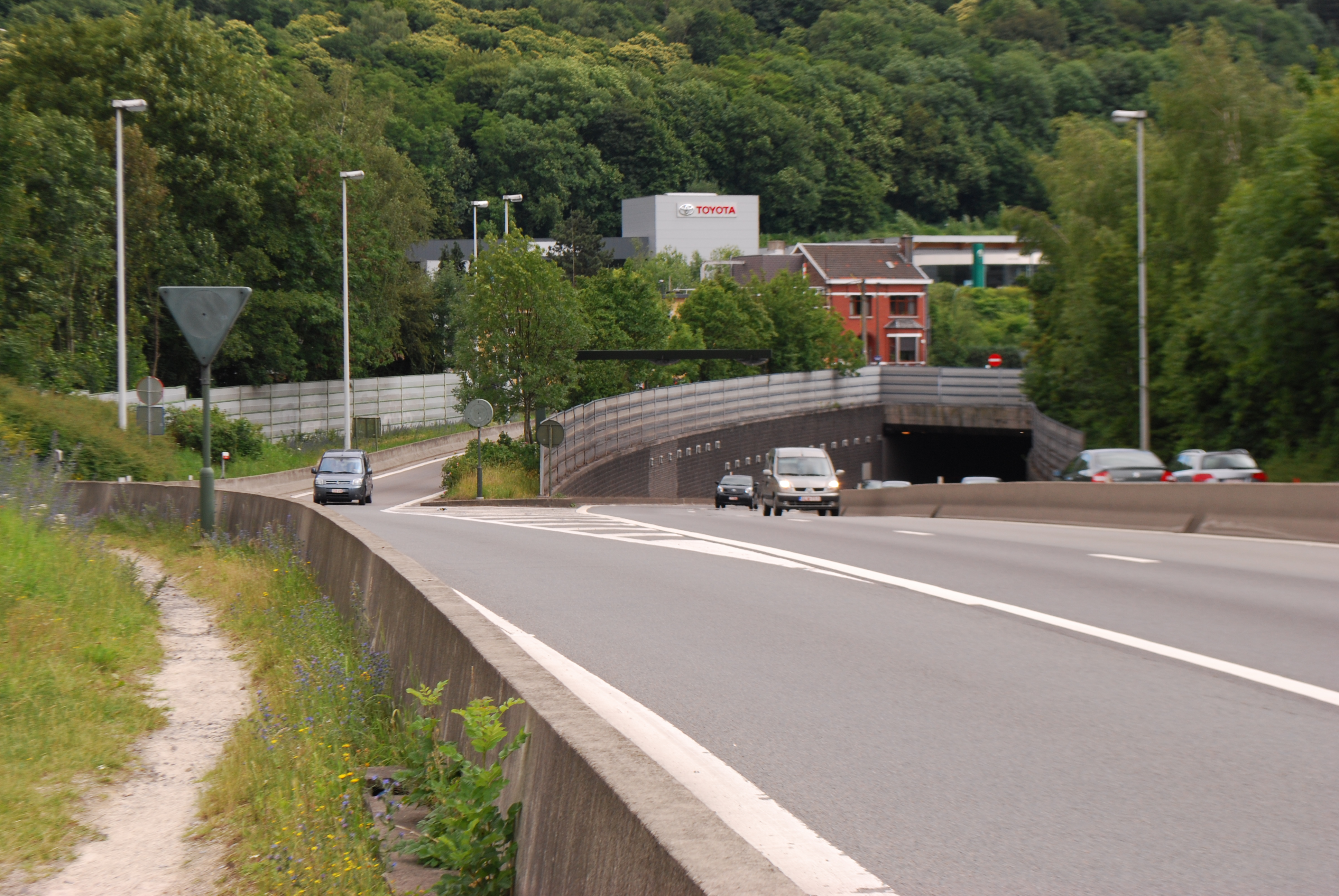
L'A26 au niveau de Chênée
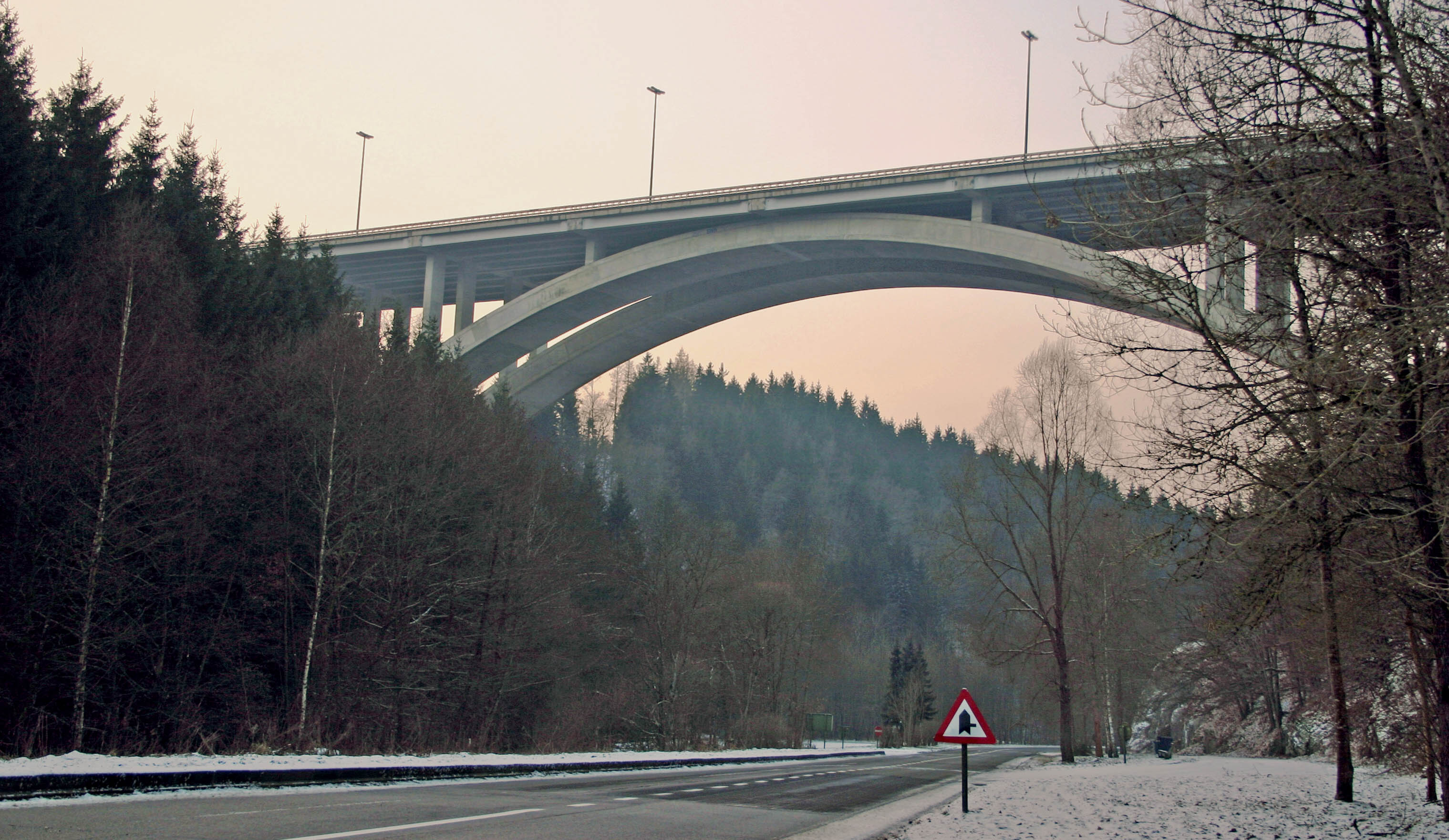
Le viaduc de Houffalize enjambe la vallée de l'Ourthe orientale